# Hegyi harangrojt
A hegyi harangrojt (Soldanella montana) a kankalinfélék (Primulaceae) családjába tartozó harangrojt (Soldanella) növénynemzetség egyik faja.

## Alaki jellemzői
7–35 cm magas évelő lágyszárú: évről évre gyöktörzséből növeszti hajtását. Gyöktörzse felemelkedő, többnyire 1−4 cm hosszúságú. A föld feletti szárnak csak a tövéből nőnek lomblevelek, a szár efölötti részén nem. A levelek nyele általában 4–10 cm hosszú, apró mirigyszőrök borítják. A levéllemezek kerekdedek (átlagosan 1,7–3 cm hosszúak, 2–4 cm szélesek), vese alakúak, szélük ép vagy kissé hullámos, fonák oldaluk gyakran ibolyaszín árnyalatú, a levélerek a fonák oldalon domborodnak ki. A szárak virágzáskor 8–20 cm hosszúak, s ugyancsak apró mirigyszőrökkel borítottak. Egy száron legtöbbször 3–5 murvalevél helyezkedik el; a hónaljukból fejlődő, 0,4–3,5 cm hosszú, legfeljebb 1 mm átmérőjű virágkocsányok száma legtöbbször szintén ugyanennyi, vagyis a virágok virágzatot alkotnak. A csészelevelek cimpái 3,5–4,5 mm hosszúak, alapjuknál 0,5–1,3 mm szélesek, s egy jól látható ér fut bennük. A párta kék-ibolyaszínű, felületén apró, barna mirigyszőrök nőnek; a párta alsó része cső alakú, azaz pártacső, ami a felső részén 12–15 főcimpára, esetleg további mellékcimpákra tagolódik, rojtos megjelenésű: a pártacső valamivel rövidebb a többnyire 5–7 mm hosszú cimpáknál; a közel 1 mm-es virágtorok 2-3 cimpájú. A portokok 2–2,7 mm hosszúak, barnás színűek, alapjukon kihegyesedők, s előfordul, hogy a pollenzsákok hátoldalán egy ibolyaszínű csík fut. A csatló a mirigyszőröktől barnás színű, s 1 mm körüli, világos ibolyaszínű függelékekei vannak. A porzószálak 1,1–1,4 mm hosszúak, ibolyaszínűek rőt mirigyszőrökkel. A bibeszál 8–12 mm hosszú, hosszabb a pártánál, azaz „kilóg” belőle. Toktermései barnásak vagy sárga-zöld színűek, 0,7–1,4 cm-esek, 10–14 fogacskásak.

## Egyéb jellemzők
A hegyi harangrojt a második legnagyobb termetű harangrojt faj a pireneusi harangrojt (Soldanella villosa) után. Márciustól júniusig virágzik, terméseit áprilistól augusztusig hozza. Kromoszómaszáma: 2n = 38.